# Joan Vallès i Figueras
Joan Vallès i Figueras   (l'Arboç, 16 de febrer de 1933 - 1 de març de 2023) fou un actor català de teatre, televisió, cinema i doblatge.
Formà part de la colla castellera Minyons de l'Arboç participant en la seva creació l'any 1958.

## Trajectòria professional
Teatre
- 1973: Berenàveu a les fosques de Josep Maria Benet i Jornet. Direcció de Josep Maria de Segarra. Estrenada al teatre CAPSA de Barcelona.
- 1974: Tartan del Micos contra l'estreta de l'ensanche de Terenci Moix.
- 1981: Pigmalió de Bernard Shaw, versió de Joan Oliver. Direcció de Montserrat Julió. Estrenada al teatre Romea, de Barcelona
- 1992: L'Hostal de la Glòria de Josep Maria de Sagarra. Direcció de Josep Montanyès. Estrenada al teatre Romea de Barcelona
- 2013: L'honor és nostre, Sr. Espriu!, de Salvador Espriu. Direcció de Jordi Dodero i Ernest Serrahima. Biblioteca de Catalunya (Barcelona).

Cinema
- 1997: Secretos del corazón, de Montxo Armendáriz
- 1999: Goya en Burdeos, de Carlos Saura

Televisió
- 1976-1978: Lletres catalanes
- 1979: Novel·la
- 1985: Una parella al vostre gust
- 2002-2005: El cor de la ciutat